# 1436
Cette page concerne l'année 1436  du calendrier julien.
L'année 1436 est une année bissextile qui commence un dimanche.

## Événements
- 2 février : Alphonse V d'Aragon entre dans Gaète prise peu avant par son frère Pierre[1]. Il se rend maître du royaume de Naples.
- 15 mars : le gouvernement anglais exige des Parisiens une nouvelle prestation du serment d’observer le traité de Troyes[2].

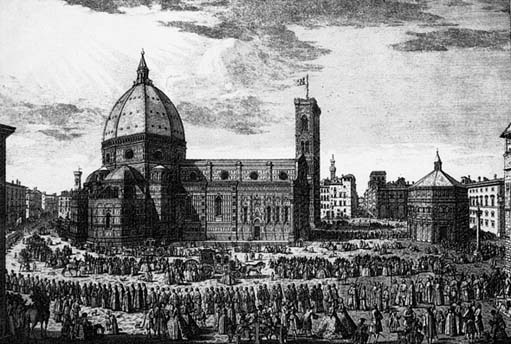
25 mars : consécration de Santa Maria del Fiore.

- 25 mars : le pape Eugène IV consacre la coupole du Dôme de Florence, construite depuis 1420 sur des plans de Brunelleschi, qui achève ainsi la basilique, dont la construction avait débuté en 1293.
- Début avril - 6 juin : Rebeyne, révolte populaire à Lyon contre la gabelle[3].
- 10 avril : le comte de Richemont, connétable de France, chargé de prendre Paris, s’établit à Saint-Denis[2].
- 13 avril : les troupes du connétable de Richemont entrent dans Paris entre sept et huit heures du matin et mettent fin à l'occupation anglaise de la ville[2].

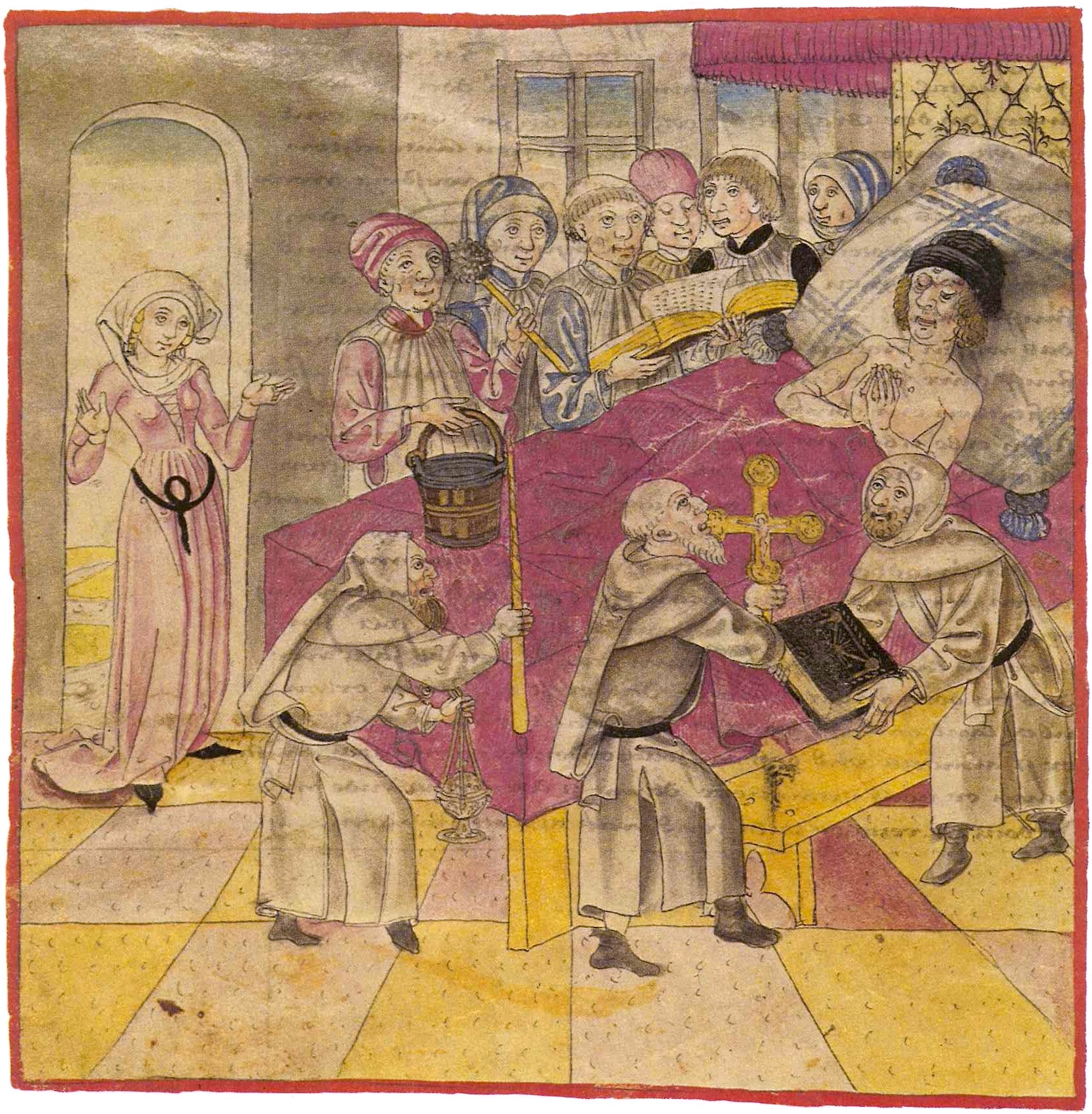
30 avril : mort du comte de Toggenburg. Début de l'Ancienne guerre de Zurich

- 30 avril : la mort du comte de Toggenburg sans héritiers[4] provoque l'Ancienne guerre de Zurich entre les cantons de Zurich et de Schwytz (fin en 1450).
- 4 mai : le chef des paysans suédois révoltés Engelbrekt Engelbrektsson est assassiné au lac Hjälmar alors qu’il se rendait à Stockholm[5].
- 20 mai : Jeanne des Armoises prétend être Jeanne d'Arc[2].
- 25 juin : le Dauphin Louis épouse Marguerite d'Écosse à Tours[6].
- 5 juillet : les Hussites acceptent les Compacta (accords) de Bâle à la diète de Jihlava[7]. Fin des croisades contre les Hussites.
- 17 juillet : première mention de Chişinău en Moldavie[8].
- 26 août : Sigismond de Luxembourg reçoit l'hommage de ses sujets à Prague[7]. Il peut enfin se faire reconnaître roi de Bohême par la diète après les Compacta de Bâle (1434) confirmés par la diète de Jihlava. Une Lettre de majorité vient préciser les positions.
- Août[9] : Éric de Poméranie se retire dans une forteresse de Gotland.
- Décembre : Vlad Dracul devient voïévode de Valachie (fin de règne en 1447)[10].
  - À l'annonce de la mort par maladie d’Alexandre Aldea, Vlad Dracul entre en Valachie avec l’aide des Transylvains (5 septembre). Vaincu dans un premier temps par l’intervention des beys turcs du Danube, il finit par s’imposer avant janvier 1437. Il doit cependant s’engager par traité à payer le tribut aux Turcs (novembre). Il aurait rencontré le sultan ottoman à Brousse au printemps 1437 pour se mettre sous sa protection.
- Découverte du Rio de Oro par les Portugais (Alfonso Gonçalvez Baldaya)[11].
- Dans le Yunnan, début des guerres entre la dynastie Ming et les Shans (fin en 1449)[12] : elles brisent la puissance militaire des Ming et n'aboutissent à aucun résultat.
- Rupture entre la Hanse et la Flandre (1436-1438)[13].
- Les comtes de Celje (Slovénie) se soustraient à la vassalité des Habsbourg (fin en 1442)[14].